# Sudbata kato pluh
Sudbata kato pluh é um filme de drama búlgaro de 2001 dirigido e escrito por Ivan Pavlov. Foi selecionado como representante da Bulgária à edição do Oscar 2002, organizada pela Academia de Artes e Ciências Cinematográficas.

## Elenco
- Ivaylo Hristov
- Hristo Garbov